# Pseudolaguvia tenebricosa
Pseudolaguvia tenebricosa är en fiskart som beskrevs av Ralf Britz och Carl J. Ferraris, Jr. 2003. Pseudolaguvia tenebricosa ingår i släktet Pseudolaguvia och familjen Erethistidae. IUCN kategoriserar arten globalt som otillräckligt studerad. Inga underarter finns listade i Catalogue of Life.